# Anchesenpepi II
Anchesenpepi II, ook wel Anchesenmeryre II genoemd, was een Egyptische koningin.

## Familie
Anchesenpepi II was een dochter van Choei en Nebet, zij had een zus Anchesenpepi I en een broer Djaoe. Haar zus was ook getrouwd met farao Pepi I. Haar broer was een vizier in Opper-Egypte en is begraven in Abydos.

## Als koningin
Ze was de vrouw van Pepi I, farao van de 6e dynastie en ze was de moeder van Pepi II. Ze werd begraven in Saqqara. Ze kreeg haar naam bij de voltrekking van het huwelijk. Haar naam betekent: "Haar leven behoort toe aan Pepi/Meryre".

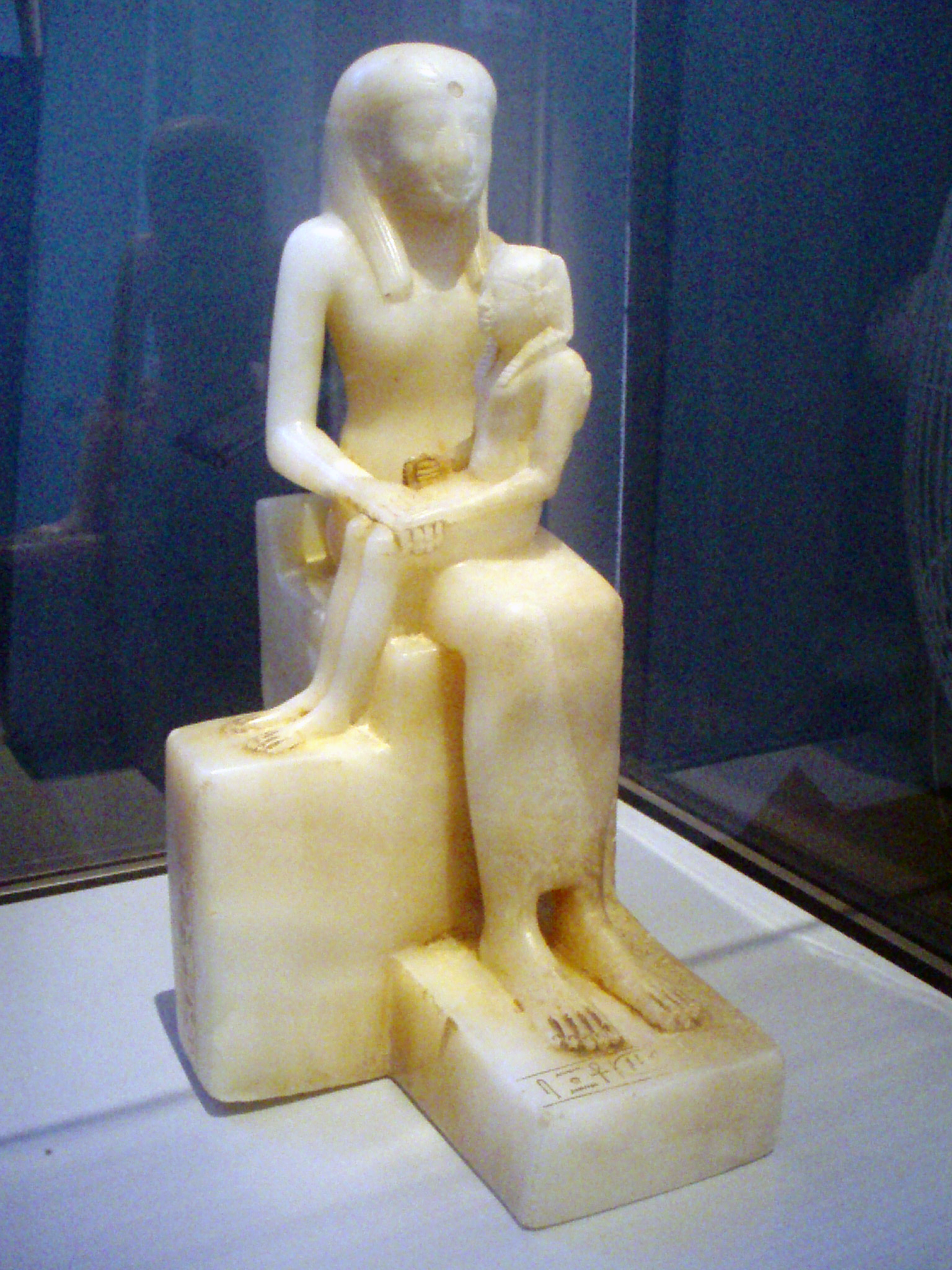
Beeld van Anchesenpepi II en haar zoon Pepi II, zoals tentoongesteld in het Brooklyn Museum
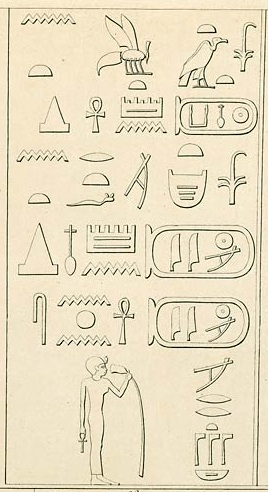
Afbeelding van Anchenmeryre te Wadi Maghara (huidig Sinaï)